# Sweet Thing (canção de David Bowie)
"Sweet Thing" ou "Sweet Thing/Candidate/Sweet Thing (Reprise)" é uma suíte de canções escritas por David Bowie para o álbum Diamond Dogs. Lançada em maio de 1974, a obra compreende as faixas "Sweet Thing", "Candidate" e uma reprise de um verso de "Sweet Thing."
No primeiro verso, "Sweet Thing" contém a nota mais baixa gravada por Bowie num álbum de estúdio (C2) até "I Took a Trip on a Gemini Spacecraft", do álbum Heathen (2002), em que ele canta quase guturalmente a palavra "Well" (G1) até o fim da faixa.